# Сарадакасы
Сарадакасы́ (чув. Хурăн Чăкăр) — деревня в Чебоксарском районе Чувашской Республики. Входит в состав Шинерпосинского сельского поселения.

## География
Находится в северной части Чувашии на расстоянии приблизительно 9 км на восток-юго-восток по прямой от районного центра поселка Кугеси.

## История
Известна с первой половины XIX века как выселок деревни Четокова (ныне не существует). В 1897 году учтено 229 жителей, в 1926 году — 54 двора, 274 жителя, в 1939 году — 196 жителей, в 1979 году — 119 жителя. 
В 2002 году было 31 двор, в 2010 году — 29 домохозяйств. В период коллективизации был образован колхоз «Новая деревня», в 2010 году действовало ЗАО "Агрофирма «Ольдеевская».

## Население
Постоянное население составляло 53 человека (чуваши 98 %) в 2002 году, 70 в 2010 году.